# Châtillon-Guyotte
Châtillon-Guyotte – miejscowość i gmina we Francji, w regionie Burgundia-Franche-Comté, w departamencie Doubs.
Według danych na rok 1990 gminę zamieszkiwało 96 osób, a gęstość zaludnienia wynosiła 22 osoby/km² (wśród 1786 gmin Franche-Comté Châtillon-Guyotte plasuje się na 647. miejscu pod względem liczby ludności, natomiast pod względem powierzchni na miejscu 855.).